# アメリカスズメノヒエ
アメリカスズメノヒエ Paspalum notatum Fluegge は、イネ科の草本で、日本では帰化植物である。バヒアグラス (Bahia grass) の名で牧草として用いられることもある。

## 概説
地表に張り付いて伸びる匍匐茎を伸ばし、穂は太くてY字に分かれる。日本では都市近郊の道路脇でよく見かける雑草であるが、牧草として広く栽培され、それによって世界に広がった。
世界的には牧草としてよく知られている。また、根圏に窒素固定細菌と共生関係を持つとの報告がある。

## 特徴
太い地下茎を持つ多年生の草本。一部を除いては、全体に無毛で、表面は滑らかで深緑を帯びる。地下茎は太くて木質で、先端は分枝して横に這って長く伸び、表面は枯れた葉鞘に包まれる。茎は高さ30-80cmになり、葉身は長さ10-30cm、幅は2-5mm、滑らかで厚みがあり、光沢がある。基部近くは左右から二つ折りになる。葉鞘は左右から扁平で、背面には明らかな竜骨があり、葉身と同じく無毛で光沢がある。色は普通は淡緑色で、基部近くのものは淡紅色を帯びる。葉舌は退化して細かな毛の列となる。これと葉身の基部の縁に数本の長い毛が出るのが、この植物の無毛でない部分である。
花期は7-9月。花序は茎の先端に伸びた花茎の先に、普通は2本、時に3(-4)本の総（小穂が密生した枝）を出す。総は長さ6-15cnで小穂を二列につけ、太くて真っ直ぐで、斜め上に伸びてV字状になる。小穂は長さ2.5-3mm、無毛で淡緑色で、光沢がある。第1包穎はなく、第2包穎は小穂と同大、3-5脈を持つち、やや膨らむ。第1小花の護穎は第2包穎と同大だがやや扁平、第2小花の護穎もほぼ同大で革質。葯と柱頭は黒紫色。

## 分布と生育環境
日本では帰化植物。熱帯アメリカが原産とされるが、牧草として全世界の暖地に広がっている。日本では都市部や農耕地周辺の雑草として見られる。

### 窒素固定細菌との関係
この種の四倍体では、根圏土壌において窒素固定細菌であるアゾトバクターの1種 Azotobacter paspali が常在し、それに対して本種の二倍体やそれ以外のスズメノヒエ属の植物ではこのような関係は定着しない。この種においては根の表面にこの細菌が多数付着しており、空中窒素の固定を行っている。

## 近似種等
日本産では総が二本出るものにキシュウスズメノヒエ等があるが、本種が遙かに大きい。大きさではシマスズメノヒエ、スズメノヒエなどが似るが、総が二本であるので区別はたやすい。他に葉鞘に竜骨があること、葉に光沢があること、葉舌が退化して毛列となること、葯と柱頭が黒紫色であることなどが確認できれば本種と判断していいとのこと。

## 利用
世界の暖地では牧草として栽培されている。この分野では、この植物はバヒアグラス(Bahia grass)と呼ばれ、放牧するにも干し草とするにも用いられている。ただし日本の多くの地域においては、単に雑草である。